# Echthromorpha intricatoria
Echthromorpha intricatoria är en stekelart som först beskrevs av Fabricius 1804.  Echthromorpha intricatoria ingår i släktet Echthromorpha och familjen brokparasitsteklar. Inga underarter finns listade i Catalogue of Life.